# Alpinia rafflesiana
Alpinia rafflesiana är en enhjärtbladig växtart som beskrevs av Nathaniel Wallich och John Gilbert Baker. Alpinia rafflesiana ingår i släktet Alpinia och familjen Zingiberaceae.

## Underarter
Arten delas in i följande underarter:
- A. r. hirtior
- A. r. rafflesiana